# Samar (Ukraine)
Samar (ukrainisch Самар Samar; russisch Самар Samar), bis zum 19. September 2024 Nowomoskowsk (ukrainisch Новомосковськ Nowomoskowsk; russisch Новомосковск Nowomoskowsk), ist eine Stadt in der Oblast Dnipropetrowsk im Zentrum der Ukraine. Samar ist ein bedeutendes Industriezentrum (Stahlrohrfabrik, Nahrungsmittelindustrie) und Verwaltungszentrum des Rajons Nowomoskowsk mit etwa 66.200 Einwohnern (2024).

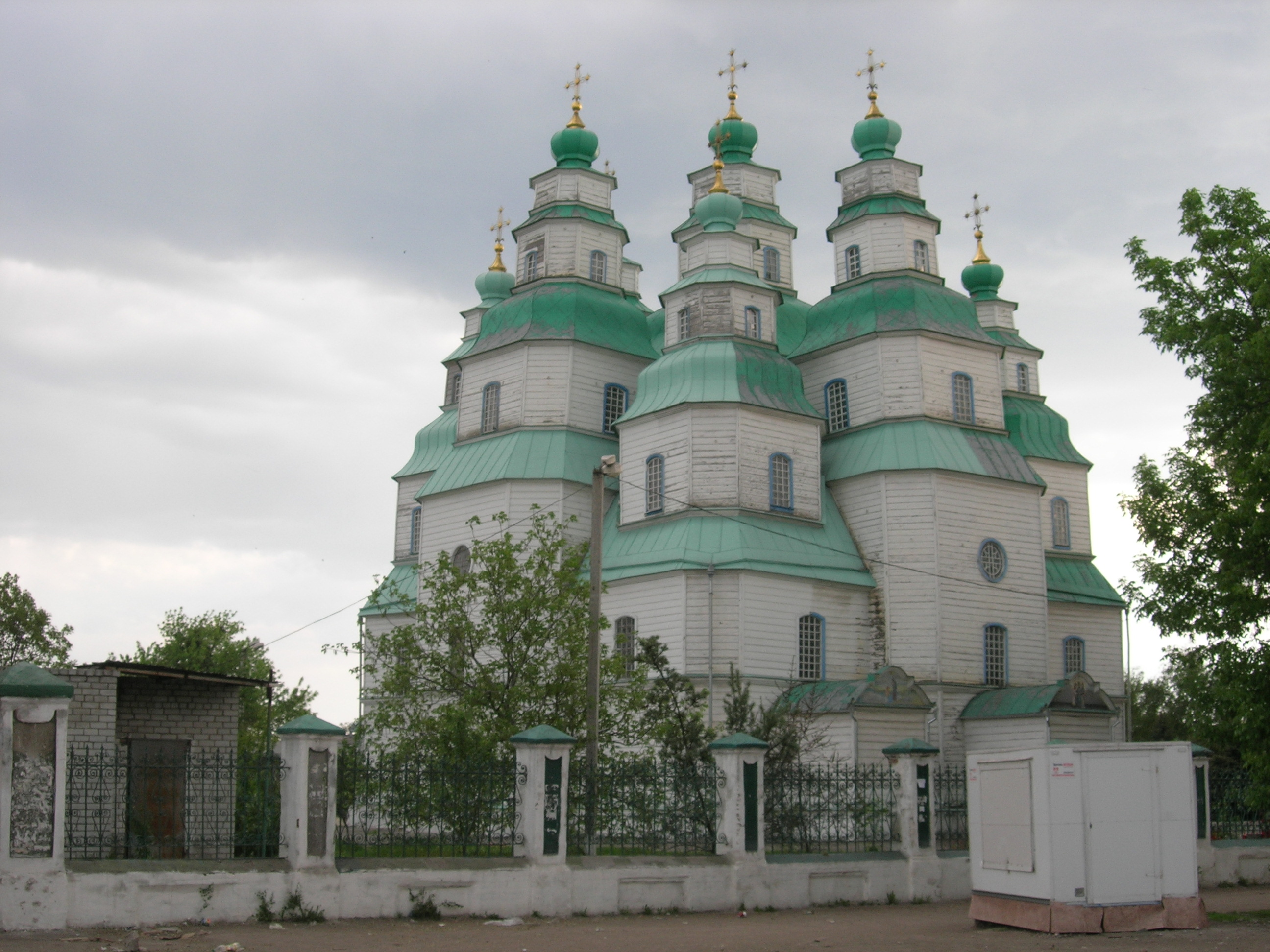
Die etwa 65 m hohe, hölzerne Dreifaltigkeitskathedrale

## Geographie
Die Stadt befindet sich am rechten Ufer der Samara, einem Nebenfluss des Dnepr. Auf dem gegenüberliegenden Ufer des Flusses liegt das Dorf Pischtschanka. Die Stadt hat eine Anbindung an die Fernstraße M 18, einer Teilstrecke der E 105.

## Geschichte

Flagge von Samar

1688 wurde hier eine erste Siedlung namens Samartschyk (auch Nowoselizy) von den Kosaken gegründet und wuchs zu einem großen Zentrum der Saporoger Kosaken. 1784 wurde sie zur Stadt Katerynoslaw und Zentrum der Gubernie Katerynoslaw. Im 19. Jahrhundert war die Stadt das administrative Zentrum des Ujesd Nowomoskowsk im Gouvernement Jekaterinoslaw. Später wurde Katerynoslaw wegen ungünstiger Lage an das Ufer des Dnepr verlegt (das heutige Dnipro). Die verbleibende Stadt hieß seit jener Zeit Nowomoskowsk.

## Umbenennung 2024
Im Rahmen der Derussifizierungskampagne nach dem russischen Einmarsch in der Ukraine 2022 stand auch in Nowomoskowsk die Umbenennung an. Am 3. November 2023 begann die Online- und persönliche Abstimmung über den neuen Namen der Stadt. Die Einwohner hatten die Wahl zwischen Nowosamarsk, Nowoselyzia und Samar. Am 23. Januar 2024 stimmte der Stadtrat für den Namen Nowa Samar (ukrainisch: Нова Самарь).
Am 19. September 2024 stimmte das ukrainische Parlament für die Umbenennung der Stadt zu Samar.

## Sehenswürdigkeiten
- Dreifaltigkeitskathedrale (1778)

## Söhne und Töchter der Stadt
- Natalja Sergejewna Popowa (1885–1975), Pädagogin und Schulbuchautorin für Arithmetik
- Mykola Hluschtschenko (1901–1977), Kunstmaler und Spion
- Viktor Skripnik (* 1969), Fußballspieler und -trainer
- Oksana Skljarenko (* 1981), Langstreckenläuferin
- Ihor Kowalenko (* 1988), Schachgroßmeister